# Каубойска шапка
Каубойска шапка е вид шапка, характерна за каубоите в САЩ, Канада и Мексико. Тя е най-често кожена, сламена или от филц, с широка периферия, повдигната нагоре от двете страни. Съвременната каубойска шапка е била изобретена през 1860-те. Тя все още е популярна в западните провинции на Канада, югозападните щати на САЩ и в северно Мексико. Носи се и от кънтри певците.